# Mount Gambier
Mount Gambier es una ciudad australiana ubicada en el estado de Australia Meridional. En 2006, contaba con una población de 24.905 habitantes, lo que la convierte en la segunda ciudad más poblada del estado.
Esta localidad debe su nombre al monte en el que está situada. Se encuentra a 17 kilómetros de la frontera con el estado de Victoria.
Uno de los personajes famosos de esta ciudad es Josip Skoko.

## Historia
Antes del establecimiento europeo, los habitantes originales del área eran los Buandig (o Boandik). Ellos llamaban a la zona como 'ereng balam' o 'egree belum', que significa "nido del águila".
El pico del crater Mount Gambier crater fue visto en 1800 por el teniente James Grant desde el bergantín HMS Lady Nelson, y nombrado así por Lord James Gambier, Almirante de la Flota.
Los hermanos Henty, que poseían grandes propiedades en Portland, reclamaron las tierras, pero debieron retirarse cuando éstas fueron concedidas a Evelyn Sturt, hermano del explorador Charles Sturt. Las industrias pronto comenzaron a aparecer. La Oficina de Correos abrió el 22 de septiembre de 1846,
John Byng construyó el Mount Gambier Hotel en 1847, y el Dr Edward Wehl llegó en 1849 y comenzó con la producción de un molino harinero.
Hastings Cunningham fundó "Gambierton" en 1854 subdividiendo un lote de 77 acres (31,2 ha).
Desde 1861 a 1878 la Oficina de Correos fue conocida como Gambierton hasta volver a su nombre original de Mount Gambier.
El gobierno local apareció en 1863 cuando el Dr Wehl, quien ahora poseía negocios en Commercial Road, fue elegido presidente del Concejo de Mount Gambier. 
El 9 de diciembre de 1954 fue oficialmente declarada ciudad, y es ahora un importante centro de turismo.